# Agapito López de San Román
Agapito López de San Román (Madrid, 1801-Valladolid, 1873) fue un pintor y académico español, director del Museo Provincial de Bellas Artes de Valladolid.
Estudió en la Escuela de Bellas Artes de San Fernando de Madrid, ampliando sus conocimientos en Italia gracias a una beca concedida por el rey Fernando VII. En Roma frecuentó los talleres de Antonio Canova y Bertel Thorvaldsen, que influirían en su obra. A su regreso, se dedicó a la enseñanza en la Escuela de Bellas Artes de Valladolid.
En 1851 fue nombrado académico de la Real Academia de Bellas Artes y, en 1866, director del Museo Provincial de Bellas Artes de Valladolid, cargo que desempeñó hasta su fallecimiento.
- Datos: Q20995088
- Multimedia: Agapito López de San Román / Q20995088